# Садовый (Багаевский район)
Садо́вый — посёлок в Багаевском районе Ростовской области.
Входит в состав Красненского сельского поселения.

## География
Расположен на расстоянии 30 км (по дорогам) южнее районного центра — станицы Багаевской, на границе с Зерноградским районом области.

## История
Посёлок основан 5 марта 1952 года. Раннее назывался Плодовоовощной совхоз.

## Население
| 1989 | 2002 | 2010 |
| ---- | ---- | ---- |
| 771  | ↘751 | ↗752 |

## Улицы
| - пер. Вишневый - ул. Восточная - ул. Гагарина - ул. Комсомольская - ул. Ленина | - ул. Мичурина - ул. Новая - ул. Производственная - ул. Садовая - ул. Степная |

## Инфраструктура
На улице Ленина расположено Социально-реабилитационное отделение на 20 обслуживаемых мест. По улице Садовая находятся: МБОУ Садовская ООШ и ООО «Возрождение». По улице Гагарина расположены: ФАП, почтовое отделение, дом культуры, библиотека, которая в свою очередь является так же избирательным участком. На пересечении улиц Ленина и Гагарина установлен памятник В. И. Ленину. Так же в поселке имеется храм в честь святой блаженной матери Ксении Петербургской. При въезде находится церковь Евангельских христиан-баптистов. В поселке существует хор «Россия», которому в 2014 году было присвоено областью звание народного. Помимо взрослого хора существует детский хор «Росиночка». При храме существует детская «Воскресная школа».